# Ameno
Ameno är en ort och kommun i provinsen Novara i regionen Piemonte i Italien. Kommunen hade 953 invånare (2018).